# Heide Pirklbauer-Voitl
Heide Pirklbauer-Voitl (* 1942 in Český Krumlov) ist eine österreichische Malerin, Grafikerin und Schriftstellerin.

## Leben und Wirken
Pirklbauer-Voitl studierte an der Kunstschule der Stadt Linz, (Meisterklasse Malerei) bei Herbert Dimmel. Die Künstlerin lebt seit 1946 in Linz. Sie gehört seit 1974 der Künstlervereinigung MAERZ an. Ihre Ausstellungstätigkeit führte sie in österreichische Städte sowie nach Deutschland, Italien und Mexiko. Seit 1984 ist sie Kurs- und Workshop-Leiterin für Zeichnen, Malen und Neugriechisch. Sie publizierte Erzählungen im Literarischen Jahrbuch der Stadt Linz und in der oberösterreichischen Literaturzeitschrift Die Rampe. Im Jahr 2000 war sie Mitglied des österreichischen PEN-Clubs.

## Ausstellungen
- Wegmarken, Maerz 1952–2002, Künstlervereinigung März, afo Architekturforum Oberösterreich

## Werke
Grafik, Malerei
- Puppe (Serie), 1977, Kunstsammlung des Landes Oberösterreich

## Publikationen
- Geträumtes, Mappenwerk, Bad Goisern, 1966
- Apokalypse, Mappenwerk, Bilder zur Apokalypse, 13 Grafiken aus der Offenbarung des Johannes, 1968, Bad Goisern

Lyrik und Prosa
- Gedicht, in: Stillere Heimat, Literarisches Jahrbuch, 1966, S. 187
- Zamestijnjak, in: Stillere Heimat, Literarisches Jahrbuch, 1967, S. 177
- Einbruch, Erzählung, in: Facetten, Literarisches Jahrbuch der Stadt Linz, Linz, 1974, S. 166 bis 177
- Die Schlucht, Erzählung, in: Facetten, Literarisches Jahrbuch der Stadt Linz, Linz, 1976, S. 19 bis 24
- Ungewisse Fahrt, Erzählung, in: Facetten, Literarisches Jahrbuch der Stadt Linz, Linz, 1977, S. 79 bis 85
- Die Puppe, Erzählung, in: Facetten, Literarisches Jahrbuch der Stadt Linz, Linz, 1978, S. 104 bis 106
- Monolog, Erzählung, in: Facetten, Literarisches Jahrbuch der Stadt Linz, Linz, 1978, S. 52 bis 55
- Hechizo: Puppenzauber, Erzählung, in: Facetten, Literarisches Jahrbuch der Stadt Linz, 1982, S. 39 bis 44
- Ariadne, Hörspiel, in: Facetten, Literarisches Jahrbuch der Stadt Linz, 1983, S. 121 bis 131
- Wo ist Greta B. geblieben? Das Haus. Versuch einer Rückkehr, Erzählungen in der oberösterreichischen Literaturzeitschrift Die Rampe, VII.2, 1981, S. 101 bis 131
- Aus dem Roman in Assoziationen  Erzählung in der oberösterreichischen Literaturzeitschrift Die Rampe, XII.2, 1986, S. 69 bis 86